# ماري ولش همينغوي
ماري ولش همينغوي (بالإنجليزية: Mary Welsh Hemingway)‏ هي صحفية أمريكية، ولدت في 5 أبريل 1908 في ووكر في الولايات المتحدة، وتوفيت في 26 نوفمبر 1986 في نيويورك في الولايات المتحدة.

## وصلات خارجية
- ماري ولش همينغوي على موقع IMDb (الإنجليزية)